# Serrat de Guinard
El Serrat de Guinard és una muntanya de 892 metres que es troba al municipi d'Alpens, a la comarca del Lluçanès.